# روبرت آرثر أليكسي
روبرت آرثر أليكسي (بالإنجليزية: Robert Arthur Alexie)‏ (22 يوليو 1957 - 10 يونيو 2014، يوكون في كندا)؛ روائي كندي.